# Pieros Sotiriou
Pieros Sotiriou (græsk: Πιέρος Σωτηρίου; født 13. januar 1993 i Nicosia på Cypern) er en cypriotisk fodboldspiller, der spiller for den japanske klub Sanfrecce Hiroshima og Cyperns fodboldlandshold. Han spillede fra sommeren 2017 til vinterpausen 2019-20 for den danske superligaklub F.C. København og har herudover spillet for den den cypriotiske klub APOEL, FC Astana og for bulgarske Ludogorets